# Adelsbrief

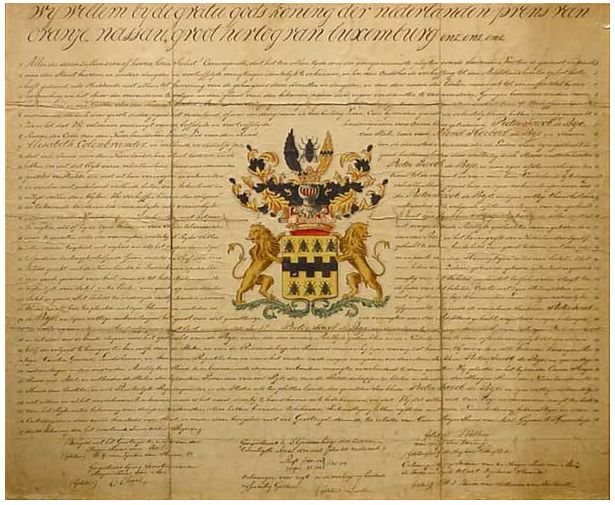
Het Nederlandse adelsdiploma van De Bye

Een adelsbrief (adelsoorkonde, adelsdiploma) is een door een soeverein gegeven bevestiging dat iemand van burgerlijke komaf in de adel is opgenomen. Ook kan door middel van een adelsbrief bevestigd worden dat iemand van buitenlandse adel is.
Tot aan de Late Middeleeuwen was het niet gebruikelijk voor een vorst, soeverin of heer om families van adelsbrieven te voorzien. De erkenning van adeldom lag in de feodale samenleving veelal in de verhouding die men tot een leenheer had. Wie grond in bruikleen kreeg van een leenheer en in ruil daarvoor militaire diensten moest leveren en als ridder kon opgeroepen worden voor deelname aan veldtochten was adellijk. In de Middeleeuwen was adeldom en zijn verwerving het resultaat van sociale assimilatie in de adel als gevolg van een adellijke levenswijze en rijkdom en van een erkenning van deze nieuwe status door wie niet tot de adel behoorde. 
Mensen die als boeren of horigen het land bewerkten, hand-en-spandiensten verrichtten of handel dreven hoorden er niet toe. De weerboeren (wehrbauer) waren wel vrij maar niet van adel. 
Door de vele onderlinge oorlogen van adellijke families, de bevolkingsgroei en het ontstaan van een geldeconomie kwamen er verschillende gradaties van vrijheid. Om onderscheid te maken tussen (onvrije) boeren, (soms vrije) burgers, onvrije ministerialiteit (dienstadel) en vrije adel, werd de adelsbrief ingesteld door diverse soevereinen, onder wie de Duitse keizer en de paus. De vorst ging door de toekenning van adelsbrieven de controle over de toegang tot de adel zelf in handen nemen. De bestaande adel en ministerialiteit kregen geen adelsbrief; deze werd alleen verleend aan de personen (burgers en soms geestelijkheid) die in de adelstand werden verheven. De tot op heden oudste bekende adelsbrief werd door keizer Karel IV op 30 september 1360 in Mainz aan een geestelijke verleend. In de Zuidelijke Nederlanden namen de adelsverheffingen een aanvang in het begin van de 15e eeuw maar bleef het van ondergeschikt belang tot het einde van de 16e eeuw. Vorstelijke adelverheffingen zijn vooral een verschijnsel van de 17e- en 18e-eeuwse monarchieën.
Edelen die hun adel niet op een adelsbrief en een verheffing in de adelstand kunnen terugvoeren, zijn oeradelijk.
De adelsbrief zelf is een officiële akte, die de verlening van de adellijke gunst kenbaar maakt. De oorkonde is veelal geschreven op perkament en voorzien van een gekleurde tekening van het familiewapen en voorzien van het zegel of grootzegel van de vorst. Het juridisch dokument vermeldt zowel de opneming in de adelstand als de titeltoekenningen. Meestal bevat het een registratieclausule, die de inschrijving van de actie bij één of meer overheidsinstellingen oplegt. Hierdoor is het mogelijk om een inventaris op te stellen van wie tot de adel behoort. 
De verlening van een adelsbrief door de vorst betekende, zoals voor alle edelen, ook een vrijstelling van belasting, als compensatie voor de feodale, militaire dienstplicht en ondersteuning waartoe edelen tot in de 16e eeuw verplicht waren. 